# Andra
Alexandra Irina Măruță, nacida Alexandra Irina Mihai (Câmpia Turzii, 23 de agosto de 1986), y más conocida como Andra, es una cantante y presentadora de televisión rumana. De 2011 formó parte del jurado del popular programa de televisión Românii au talent. En 2014 ganó el premio MTV Europe Music Award al "mejor artista de Rumania".

## Carrera profesional
Andra comenzó su carrera musical a los 7 años y tuvo su primera gran interpretación musical en un concurso denominado Tip Top Minitop en calidad de invitado, interpretando la canción de Whitney Houston "I Will Always Love You". Además de música contemporánea, la joven también podía hacer canto de música popular, así que fueron a un concurso llamado Pe fir de baladă a la edad de 9 años, que se celebró en Târgu Jiu, en el que no pudo finalizar entre los tres primeros, pero sí ganó una mención especial. A los 11 años, participó en un concurso de música folclórica, Toamna Arieșeană, donde esta vez sí ganó el primer premio.
Al igual que su padre, Alexandru Mihai, Andra decidió participar en un concurso de música celebrado en Bucarest organizado por Titus Munteanu. Al entrar en la competencia participaron 450 niños y Andra logró clasificarse. Con 14 años de edad grabó su álbum debut autotitulado Andra, producido por Costi Ioniță. El álbum contiene 10 canciones y resultó ser muy exitoso.
En 2011 formó parte del jurado del popular programa de televisión Românii au talent, de la cadena Pro TV, que fue la emisión más visto del año en Rumania. Tiene un hijo y una hija

## Discografía
- Andra - (2001) - Nova Music
- Dragostea mea - (2002) - Nova Music
- Vreau sărutarea ta - (2003) - CatMusic
- Rămâi cu mine - (2005) - CatMusic
- Best of - (2007) - CatMusic
- De la frate la soră - (2007) - MediaProMusic
- Vis de iarnă - (2007) - MediaProMusic
- Dragostea rămâne - (2008) - MediaProMusic
- Album de familie - (2008) - MediaProMusic
- Femeia - (2009) - MediaProMusic
- Iubește-mă astăzi, Iubește-mă mâine - (2009) - MediaProMusic
- Something New - (2010) - MediaProMusic
- Telephone - (2012) Nova Music
- Inevitabil va fi bine - (2013) - MediaProMusic